# Period. End of Sentence.
Period. End of Sentence. es un cortometraje documental de 2018 dirigido por Rayka Zehtabchi sobre las mujeres de la India que lideran una revolución sexual discreta. Está protagonizado por Arunachalam Muruganantham, Shabana Khan, Gouri Choudari, Ajeya y Anita. El corto documental trata sobre un grupo de mujeres locales en Hapur (India), mientras aprenden a manejar una máquina que fabrica toallas sanitarias baratas, y las venden a otras mujeres a precios económicos. Esto no solamente contribuye a mejorar la higiene femenina al facilitar el acceso a productos básicos sino que también apoya y empodera a las mujeres para que se desprendan de los tabúes en la India que rodean a la menstruación, todo ello mientras contribuyen al futuro económico de su comunidad. La película está inspirada en la vida de Arunachalam Muruganantham, un activista social de Coimbatore, India.

## Recepción

### Crítica
Period. End of Sentence tiene un índice de calificación de 86% en el sitio web del agregador de reseñas Rotten Tomatoes, basado en siete reseñas, y una calificación media de 6.3/10..

### Reconocimientos
- Ganador del Óscar al mejor documental corto - 91.ª edición de los Premios Óscar[7][8]
- Ganador de los festivales que califican el Premio Óscar al Mejor Cortometraje Documental en el Cleveland International Film Festival, el Traverse City Film Festival, así como en muchos otros, incluyendo el AFIFest, y Savannah.[9]

## Más lecturas
- Feinberg, Scott (11 de enero de 2019). «Oscars: Awards Strategist Lisa Taback Has a Very Personal Stake in This Year's Race». The Hollywood Reporter (en inglés). Consultado el 25 de febrero de 2019.